# Annie Oakley (film fra 1894)
Annie Oakley er en amerikansk stumfilm fra 1894 af William Kennedy Dickson.